# Josef Müller (Kunstsammler)

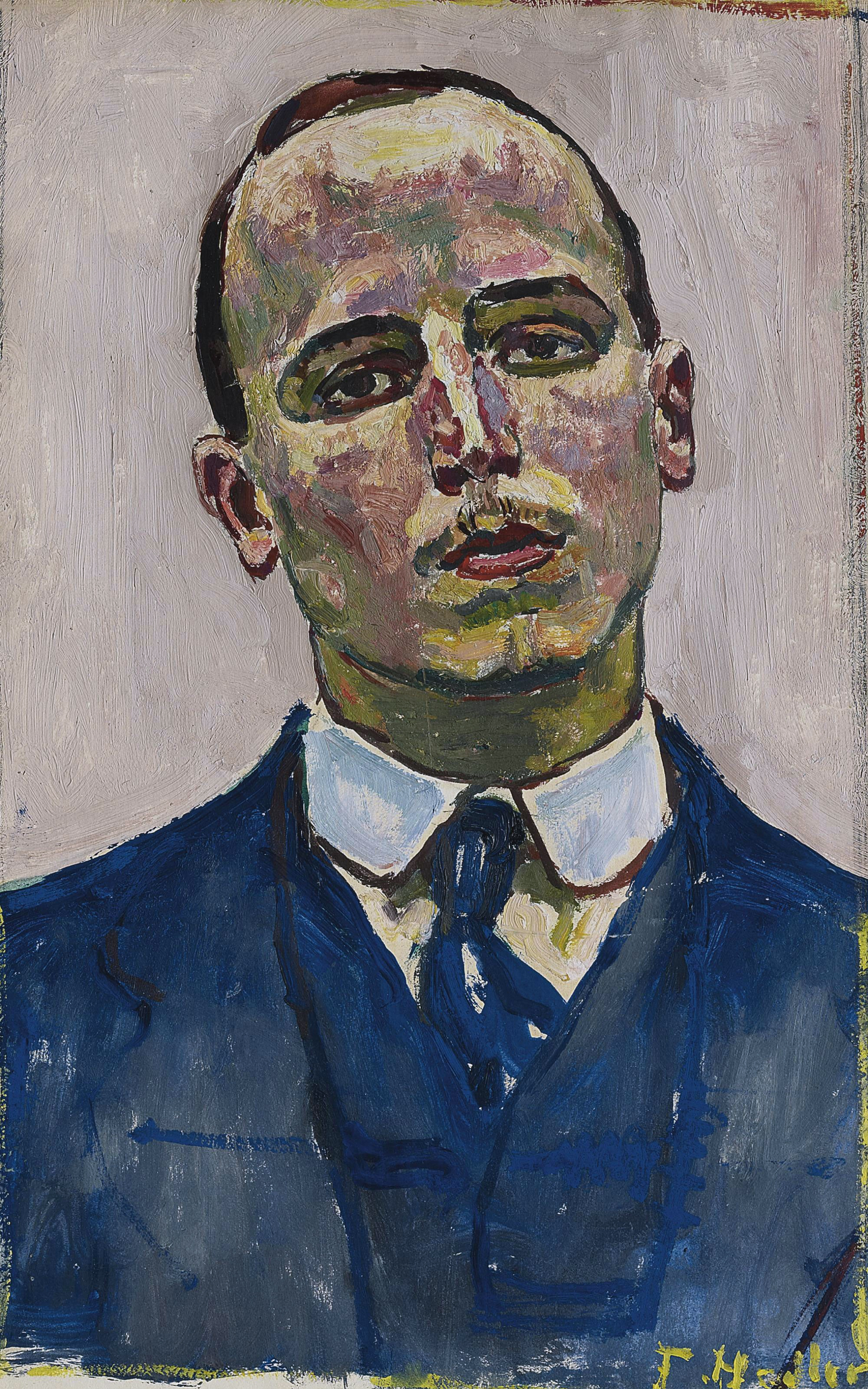
Josef Müller (Ferdinand Hodler)

Josef Müller (* 15. Februar 1887 in Solothurn; † 24. März 1977 ebenda, katholisch, heimatberechtigt in Solothurn) war ein Schweizer Kunstsammler und Konservator.

## Leben
Josef Müller war der Sohn von Josef Müller senior, Mitgründer der auf die Herstellung diversifizierter Uhrenteilchen spezialisierten Solothurner Firma Müller & Schweizer, und Anna Müller, geborene Haiber. Nach dem frühen Tod der Eltern wurde er von einer Gouvernante erzogen, schloss ein Maschineningenieurstudium am Polytechnikum in Zürich ab, absolvierte von 1912 bis 1914 ein Praktikum in den USA und stieg in die väterliche Firma ein.
In der Folge zog er sich aus dem Familienunternehmen zurück und wandte sich der Kunst zu. Er wurde Schüler von Cuno Amiet und errichtete sein eigenes Atelier zunächst 1918 in Genf (Rue Louis-Favre 14), ab 1922 in Paris (Boulevard Montparnasse). 1929 heiratete er Louise Adèle Hortense Ecuvillon.
Er begann Kunst der Moderne, Africana, Asiatica und Antike zu sammeln. 1942 kehrte er nach Solothurn zurück, wo er von 1943 bis 1967 als Konservator am Kunstmuseum Solothurn wirkte. Er war Mitglied und Präsident der Kunstkommission Solothurn sowie von 1954 bis 1960 Mitglied der Eidgenössischen Kunstkommission. 1970 wurde er mit dem Kulturpreis des Kantons Solothurn ausgezeichnet. 1977 starb Josef Müller 90-jährig in Solothurn.

## Der Sammler
Josef Müller unterhielt wie seine Schwester Gertrud Dübi-Müller bereits in jungen Jahren Kontakte zu den wichtigsten schweizerischen Künstlern seiner Zeit, wie Ferdinand Hodler, Cuno Amiet, Giovanni Giacometti und Félix Vallotton. Alberto Giacometti (1929) und Luc Jaggi (um 1918) fertigten von ihm Porträtbüsten an. Er erwarb deren Werke wie auch solche von Pablo Picasso, Paul Cézanne, Fernand Léger, Henri Matisse und anderer. 1969 gründete er die Josef-Müller-Stiftung und hinterliess einen Teil seiner wertvollen Kunstsammlung dem Kunstmuseum Solothurn.
Seine umfangreiche Sammlung aussereuropäischer Werke wurde in das von seiner Tochter Monique und seinem Schwiegersohn Jean Paul Barbier-Mueller gegründete Museum Barbier-Mueller in Genf aufgenommen. Der Teil Präkolumbische Kunst wurde seit 1997 in Barcelona gezeigt und wurde, da weder die Kommune noch der spanische Staat die Mittel für einen Ankauf aufbringen konnten, 2013 bei Sotheby’s versteigert.